# Paul Magnette (polityk)
Paul Magnette (ur. 28 czerwca 1971 w Leuven) – belgijski i waloński polityk i politolog, nauczyciel akademicki, od 2007 do 2013 minister na szczeblu krajowym, od 2013 do 2014 p.o. przewodniczącego, a od 2019 przewodniczący Partii Socjalistycznej, w latach 2014–2017 premier Walonii.

## Życiorys
Ukończył studia z zakresu nauk politycznych na Université Libre de Bruxelles (ULB), w 1999 na tej samej uczelni uzyskał stopień naukowy doktora. Specjalizuje się w zakresie integracji europejskiej. Od 1995 pracował w krajowym funduszu badań naukowych (Fonds National de la Recherche Scientifique). W 2000 otrzymał prestiżową krajową nagrodę Prix Francqui za badania europejskie. W latach 2001–2007 zajmował stanowisko profesora uczelnianego na ULB, prowadząc wykłady z politologii.
20 lipca 2007 objął stanowisko ministra zdrowia, spraw społecznych i równych szans w regionalnym rządzie Walonii. 21 grudnia tego samego roku Guy Verhofstadt powierzył mu tekę ministra klimatu i energii w swoim przejściowym gabinecie na szczeblu krajowym. To samo stanowisko Paul Magnette obejmował w trzech kolejnych rządach, na czele których stali Yves Leterme, Herman Van Rompuy i ponownie pierwszy z nich. W wyborach w 2010 uzyskał mandat posła do Izby Reprezentantów.
6 grudnia 2011 Paul Magnette został ministrem ds. przedsiębiorstw państwowych, polityki naukowej, współpracy na rzecz rozwoju w rządzie, na czele którego stanął Elio Di Rupo. W 2012 objął urząd burmistrza Charleroi, który sprawował do 2024. W 2013 został pełniącym obowiązki przewodniczącego walońskich socjalistów, wobec czego odszedł z rządu, rok później wybrany do regionalnego parlamentu (zakończył w tymże roku pełnienie obowiązków przewodniczącego PS). W lipcu 2014 zastąpił Rudy'ego Demotte na stanowisku ministra-prezydenta Regionu Walońskiego. Funkcję tę pełnił do lipca 2017.
W 2019 uzyskał mandat eurodeputowanego, którego jednak nie objął. W tym samym roku stanął na czele Partii Socjalistycznej. W 2024 ponownie wybrany w skład Izby Reprezentantów.

## Odznaczenia
- Wielki Oficer Orderu Leopolda (2020)[6]